# Canosa Sannita
Canosa Sannita ist eine italienische Gemeinde (comune) mit 1237 Einwohnern (Stand 31. Dezember 2023) in der Provinz Chieti in den Abruzzen. Die Gemeinde liegt etwa 13 Kilometer ostsüdöstlich von Chieti.

## Geschichte
Im 9. Jahrhundert wurde der Ort durch die Langobarden gegründet und stand bald unter der Herrschaft der Abtei von Montecassino. 1113 bekam der Bischof von Chieti die Ortschaft übertragen.

## Wirtschaft und Verkehr
In der Gemeinde werden Reben der Sorte Montepulciano für den DOC-Wein Montepulciano d’Abruzzo angebaut.
In der Nachbargemeinde Tollo befindet sich der gemeinsame Bahnhof  an der Adriabahn.

## Gemeindepartnerschaften
- Stuttgart-Möhringen, Baden-Württemberg
- Kaunas